# Сена из другог времена
Сена из другог времена (енгл. The Shadow Out of Time) је научнофантастична хорор новела америчког писца Хауарда Филипса Лавкрафта. Написана је између новембра 1934. и фебруара 1935, а објављена је у часопису Astounding Stories у јуну 1936. године. Прича описује путовање кроз време и простор преносом ума, под претпоставком да особа на датом месту и времену може да замени тела са неким ко се налази негде другде. Као и код других лавкрафтовских дела, ова прича приказује онострана ванземаљска бића која нису само варијације људи или других познатих земаљских животиња.

## Радња
Професор Универзитета Мискатоник, Натанијел Вингејт Пизли доживео је нервни слом усред предавања. Након опоравка, почиње да се понаша чудно и не сећа се ничега о свом прошлом животу. Ипак, показује изузетну интелигенцију и почиње да чита Некрономикон из универзитетске библиотеке.
Када се Пизли врати у своје претходно стање годинама касније, он се уопште не сећа свог лудила. Међутим, он има чудне снове који откривају истину: ванземаљски облик живота који припада „Великој раси Јит” настанио се у његовом телу. Велика раса путује кроз време, али не физички, већ разменом свести са интелигентним бићима која живе у другим епохама. Пизлијев инкарнирани ум био је послан из далеке прошлости да посматра и истражује Сједињене Државе 20. века. Пизлијева свест је, с друге стране, била заточеник у телу велике расе, пре 150 милиона година у Аустралији. Оно што следи је дугачак приказ древне историје Земље, као и науке и начина живота Велике расе.
Пизли верује да су његови снови само обмане, чије се порекло може пронаћи у његовом загонетном хобију за читање. Касније се, међутим, у аустралијској Великој пешчаној пустињи проналази чудна рушевина која одговара Пизлијевим сновима. Он организује ископавања у околини и проналази огромну древну библиотеку испод песка. У библиотеци, Пизли проналази древни рукопис написан његовим сопственим рукописом.

## Ликови
- Натанијел Вингејт Пизли: Приповедач, професор политичке економије на Универзитету Мискатоник, и, од 1908. до 1913, жртва Велике расе Јит.

Постоје аутобиографски аспекти у овом лику. Године Пизлијеве амнезије одговарају временском периоду Лавкрафтовог адолесцентног нервног слома, који га је приморао да напусти средњу школу и повуче се из друштва. Током овог периода, Лавкрафт је патио од фацијалних тикова, што се може одразити на Пизлијеву неспособност да контролише своје мишиће лица, када је поседнут Јитом. Осећај који је Лавкрафт описао, по повратку у Провиденс након две године живота у Њујорку, да се „буди из чудног сна о одсуству од куће” назван је „каменом темељцем на коме је Лавкрафт изградио своје ремек дело, 'Сена из другог времена'.” Међутим, Енциклопедија Х. Ф. Лавкрафта, која Пизлија назива можда „најтемељније развијеним Лавкрафтовим ликом”, примећује да постоје и паралеле са Лавкрафтовим оцем, Винфилдом Скотом Лавкрафтом, који је такође показивао ексцентрично понашање током петогодишњег периода лудила.
- Вингејт Пизли: Натанијелов син, такође професор на Мискатонику. Његов отац га описује као „јединог члана моје породице који је остао уз мене након моје давне необичне амнезије, и човека који је најбоље обавештен о душевним чињеницама мог случаја”.
- Вилијам Дајер: Професор геологије на Универзитету Мискатоник који прати експедицију у Аустралију. Такође се појављује у новели У планинама лудила.

У причи се помињу бројне жртве замене ума са којима се Натанијел Пизли сећа да је разговарао, међу којима су:
- Тит Семпроније Блез: Римљанин који је био квестор у Сулино време.
- Бартоломео Корзи: Фирентински монах из 12. века. Овај лик се такође појављује у роману The Worm Shall Ye Fight! Филипа О. Марша из 1994. године.
- Кром-Ја: Симеријски поглавица који је живео око 15.000 година п. н. е. Ово је омаж Лавкрафтовом пријатељу Роберту Е. Хауарду, чија је најпознатија креација, Конан Варварин, пореклом из Симерије где се обожава Кром. У приповеци „Рукопис из Сасекса” Фреда Л. Пелтона, за Кром-Јаа се каже да обожава Тсатугу, ентитет из Ктулу митова.
- Кефнес: Египћанин из 14. династије, који ми је открио мрску тајну Ниарлатотепа. Четрнаеста династија је владала око 1700. године п. н. е.
- Невил Кингстон-Браун: Аустралијски физичар... који ће умрети 2518. године нове ере.
- Пјер-Луј Монтањи: Остарели Француз из времена Луја XIII.
- Наг-Сот: Чаробњак тамних освајача који ће живети око 16000 године нове ере.
- С'г'ха: Припадник звездоглавих бића са Антарктика.[4]
- Теодотид: Грчко-бактријски званичник из 200. године п. н. е.
- Џејмс Вудвил: Господин из Сафока из Кромвеловог времена.
- Јианг-Ли: Филозоф из окрутног царства Цан-Чан, које ће доћи 5000. године нове ере. Лавкрафт први пут помиње Цан-Чан у причи „С ону страну сна”.

## Инспирација
С. Т. Џоши указује на Баркли сквер, фантастични филм из 1933. године, као инспирацију за Сену из другог времена: „Лавкрафт је одгледао овај филм четири пута крајем 1933; његов приказ човека 20. века који на неки начин спаја своју личност са личношћу свог претка из 18. века очигледно је било нешто што је покренуло Лавкрафтову машту, пошто је он сам написао причу на ову тему — тада необјављени Случај Чарлса Декстера Ворда.” Лавкрафт је назвао филм „најчудније савршеним оличењем мог расположења и псеудо-сећања које сам икада видео – целог живота сам се осећао као да бих се могао пробудити из овог сна идиотског викторијанског и лудог доба џеза у здраву стварност 1760. или 1770. или 1780. године.” Лавкрафт је приметио неке концептуалне проблеме у приказу путовања кроз време у филму и сматрао је да је решио ове недостатке у својој новели.
Други књижевни модели за новели укључују Сеновиту ствар Х. Б. Дрејка, о особи која има способност да пренесе своју личност у друго тело; Лазаруса Анрија Бероа, где главни јунак развија алтер его током дугог периода амнезије; и Повратак Волтера де ла Мара, са ликом који као да је опседнут умом из 18. века.
Сличан заплет је коришћен у причи Les Posthumes Николе Ретифа де ла Бретона, где лик војводе од Мултиплијандра има моћ да пројектује своју душу у друге људе и кроз време и простор широм универзума.

## Пријем
Лин Картер назива Сену из другог времена Лавкрафтовим „најбољим остварењем у фикцији”, наводећи „њен невероватан обим и осећај космичке неизмерности, поноре времена које отвара, [и] титански замах нарације”, док је аутор и критичар хорора Ремзи Кембел описује како „улива страхопоштовање”. Мартин Андерсон је ову причу назвао једном од своја четири фаворита и назвао је Лавкрафтовим „магнум опусом”. Сам Лавкрафт је био незадовољан делом, толико да је оригинални рукопис послао Огасту Дерлету, а да није узео копију за себе.
Cinescape Magazine оценио је причу као једну од 10 најбољих књига научне фантастике и фантазије 2001. године. Марк Сквирек, пишући за New York Journal of Books, изјавио је да је „сложеност приче господина Лавкрафта побољшана уметничким приказом онога што је описао као одличним начином за читаоца почетника да открије рад овог аутора.” Такође, Publishers Weekly је написао: „Лавкрафтијанци ће поздравити објављивање Сене из другог времена”.